# Hoogeveen (Pijnacker-Nootdorp)
De heerlijkheid Hoogeveen, ook wel Hoogeveen in Delfland genoemd om het te onderscheiden van de gelijknamige buurtschap Hoogeveen in Rijnland, was een ambachtsheerlijkheid gelegen in de polder van de gemeente Nootdorp. 
Net als het nabijgelegen Nieuwveen is Hoogeveen ontstaan doordat zich veenturvers vestigden rond de Noitdorpse wech, vermoedelijk de huidige Veenweg. Dit was door het veengebied de weg naar Die Haghe, het huidige Den Haag. Heerlijkheden ontstonden doordat de Graaf van Holland bepaalde lage heerlijke rechten overdroeg. De hogere rechten bleven in handen van de Graaf van Holland en diens wettelijke nakomelingen. Het doel van deze overdracht was om een ordentelijk, wereldlijk bestuur te krijgen in het veenrijke gebied ten oosten van Den Haag. Nadat de turfwinning in Haagambacht (onder andere in de Haagse wijk Bezuidenhout) voor een belangrijk deel was geklaard, ging de grafelijke regering op zoek naar andere gebieden.
Hoogeveen werd op 1 april 1817 afgesplitst van de gemeente Nootdorp. Op 1 januari 1833 werd Hoogeveen weer met Nootdorp samengevoegd. en werd Hoogeveen een buurtschap in de gemeente Nootdorp, die ook wel Nootdorp, Nieuwveen en Hoogeveen werd genoemd. In 1840 stonden er 4 huizen in buurtschap Hoogeveen, waar in totaal 50 mensen in woonden.